# Галицкая краевая выставка

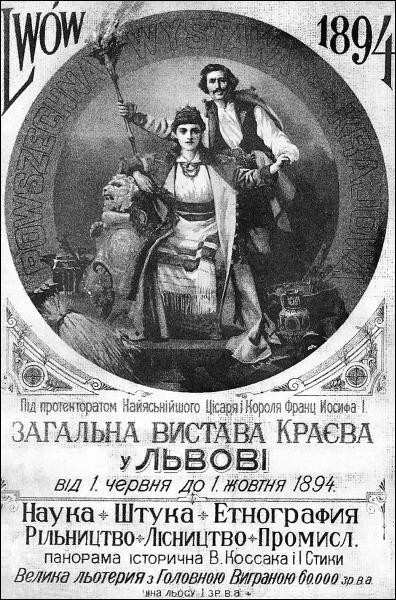
Афиша Краевой выставки

Общая краевая выставка во Львове или Галицкая краевая выставка (пол. Powszechna Wystawa Krajowa we Lwowie) — крупнейшая ярмарка в истории Королевства Галичины и Лодомерии, которая проходила с 5 июня по 10 октября 1894 года на верхней террасе Стрыйского парка во Львове с целью демонстрации культурных и цивилизационных достижений. Выставка посвящена 100-летию Восстания Костюшко, которое праздновали в 1894 году. Стала одним из крупнейших и самых массовых событий в истории Львова, а также одним из главных градообразующих факторов конца XIX века.
Экспозиция выставки охватывала все отрасли хозяйства Галичины того времени. В ней приняли участие как местные, так и зарубежные представители. Главным опекуном Выставки являлся император Франц Иосиф I. Организационный комитет возглавлял князь Адам Станислав Сапега.
За 139 дней работы выставки, 100 из которых выдались пасмурными, её посетило 1 146 329 человек. Иногда, в связи с большим наплывом людей, к продаже билетов, помимо кассиров, привлекали дирекцию Выставки.

## Структура и объекты выставки

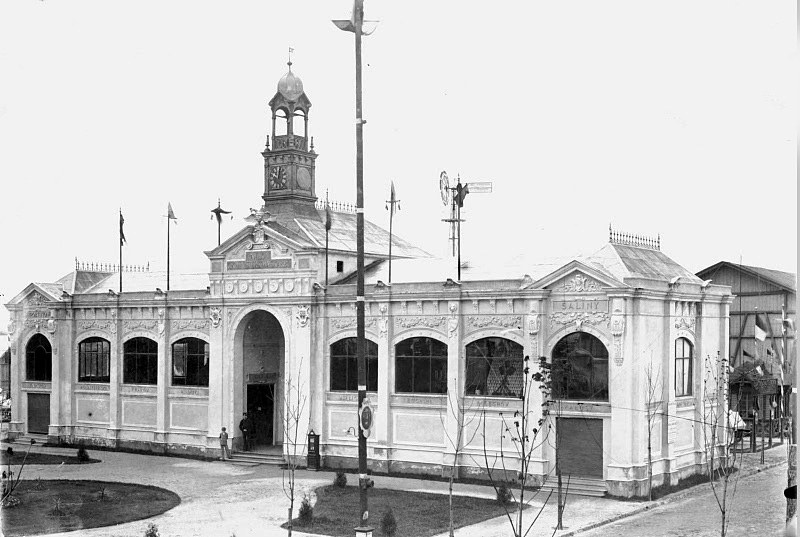

Общая краевая выставка проходила на верхней террасе Стрыйского парка. Тогда это была южная окраина Львова. За год до начала выставки территорию современной террасы выровняли, так как до этого она покрывалась оврагами, для чего дополнительно завезли около 20 тыс. кубометров грунта — в результате образовалась терраса площадью около 50 га.
В выставке участвовали различные общества, государственные учреждения, частные предприятия. Всего ими построено 129 павильонов, проектированием которых занимались лучшие архитекторы Галичины, а строительством — опытные инженеры. Так описывала их Петроградская газета «Край»:
Одни из этих павильонов очень хорошие — например павильон искусства, другие слишком хрупкие — например, павильон архитектуры, какие солидные — как дирекции сокровища, некоторые банальные, а некоторые просто отвратительны.

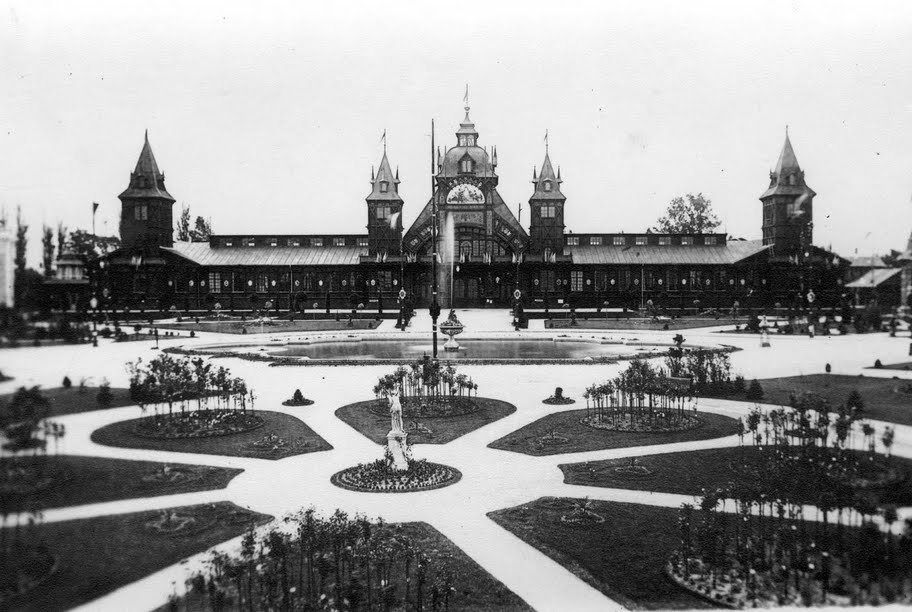
Промышленный павильон

Главный вход на краевую выставку размещался на современной улице Уласа Самчука. Главная аллея выставки совпадала с современной Верхней аллеей Стрыйского прака. Слева от главного входа находилась круглое здание Рацлавицкой панорамы, построенной в стиле неоренессанса по проекту Л.Балдвин-Рамулта. Панорама изображала битву под Рацлавицами 1794 года, а её открытие приурочено к 100-летию Восстания Костюшко, которое праздновали в 1894 году. На панораму, расписанную польскими художниками, потратили 750 кг краски. Она разместилась на холсте размером 120 × 15 м, который изготовили в Брюсселе. Рацлавицкая панорама экспонировалась и по окончании Краевой выставки, пользуясь большой популярностью. В 1946 году, когда, согласно операции «Висла» поляков переселяли из Львова, они забрали с собой и Рацлавицую панораму, которая сегодня экспонируется в Вроцлаве.
Напротив здания панорамы стоял Дворец искусств — единственное здание Краевой выставки, которое без изменений сохранилась до нашего времени. Сегодня в ней находится спорткомплекс Национального университета «Львовская Политехника». Дворец искусств построен по проекту Г. Пежанского и М. Лужецкого, украсил его известный тогда дизайнер Ф. Сковрон. Фасад украшен аллегорическими скульптурами Антона Попеля, аттик ризалита увенчан скульптурами Юлиана Марковского. Во Дворце искусств экспонировались 3 выставки: «Древние памятники», «Ретроперспектива польского искусства» и «Современное искусство».
По обе стороны Главной аллеи тянулись выставочные павильоны. Примерно посередине Главной аллеи находился электрический фонтан — его струи достигали 50 м в высоту и подсвечивались разноцветной подвижной иллюминацией. Конструктор фонтана — Ф. Кршижик, чаша фонтана оформлена по проекту Р. Гебеля.
Недалеко от этого фонтана находился Нефтяной участок — один из самых популярных и крупнейших, ведь нефтяная промышленность в то время была одной из крупнейших в Галичине. Участок пользовался популярностью ещё и благодаря сооруженной на нем настоящей буровой нефтяной вышке, оборудованной всеми механизмами для так называемого «канадского» способа бурения. Посетителей также привлекала шахта, изображавшая рудник озокерита, устроенная по типу тех, что эксплуатировались в те годы в Бориславе. От шахты до Этнографического отдела, размещавшегося в нижней части парка, вела наклонная штольня. Альтернативой ей была подвесная канатная дорога длиной 170 м, которая являлась одним из самых популярных аттракционов Всеобщей Краевой выставки.
Этнографический отдел состоял из двух комплексов сооружений. Первый — макет дворянской усадьбы, который возвёл Я. Груглажевским и С. Крукиевичем по проекту Альфреда Захаревича, внутри которой экспонировались предметы бытовой этнографии. Второй комплекс выглядел как традиционная гуцульская трехкупольная церковь, он построен по проекту Юлиана Захаревича. Внутри зрители имели возможность увидеть образцы украинского культового искусства.
Далее располагался архитектурный павильон, спроектированный Ф. Сковрон и Ю. Кроликовским, построенный под руководством Я. Баллабана и В. Подгорецкого. Павильон располагался на небольшом холме над бассейном и снаружи напоминал древнегреческий храм — в его оформлении использованы дорический и ионический ордера. Павильон занимал площадь 236 м2. Имитацию камней из цемент а и извести поддерживал деревянный каркас, внешние стены расписаны картинами в древнегреческом стиле, вход украшен сфинксами работы Тадеуша Блотницкого, здание венчала скульптура богини Викитории с грифонами авторства Антона Попеля. В павильоне выставлялись экспонаты связанные с архитектурой и строительством — в основном рисунки и модели архитекторов из Львова и Кракова — крупнейших городов Королевства Галиции и Лодомерии.
Большое внимание на Краевой выставке уделено технике: вниманию посетителей предлагались Промышленный и Машинный павильоны. Первый, построенный в стиле необарокко по проекту Ф. Сковрона, занимал площадь 5985 м2, высота его купола составляла 32 м. На центральном витраже, изготовленном в Инсбруке, изображены польские короли. Павильон также был оформлен аллегорическими картинами, на которых изображена история развития промышленности и гуцульской керамики. Здесь выставлялись экспонаты широкого спектра: от изделий из дерева, искусственных цветов, керамики, фарфора, текстиля и одежды до гигантских моделей предметов и демонстрации производства бумаги. Машинный павильон занимал площадь 3348 м2, его огромные ажурные детали выполнены на заводе в Цешине, а внешние стены обшиты деревом с резьбой по проекту Зигмунта Горголевского.
До приезда императора Франца Иосифа на Выставке построили императорский павильон. Автор проекта — Т. Рубковский, столярные работы выполнены А. Бобричем и Б. Щурковским, металлические украшения — компанией Яна Дашка, скульптуры — работы Войцика. Также построен Украинский павильон (в виде хутора по проекту Юлиана Захаревича), Павильон садоводства (состоял из 3-х цветочных оранжерей и аквариума), Павильон казначейства (похож на небольшую фабрику — имел башню, часы и сегментированные окна), павильон Потоцкого (похож на за́мок) и Львовский павильон (в виде немецкой виллы в стиле ренессанс). Оригинальный павильон Выставки сооружен фирмой-производителем алкогольных напитков «L.Proux G. Kondratowicz» (Франция) — и являлся точной копией бутылки коньяка, увеличенной в 144 раза. Высота павильона составляла 15,1 м, а диаметр — 3,54 м. Среди других достопримечательностей выделялись также аквариум с четырьмя ставками и подземная пещера в виде соляной шахты.
К Выставке в Стрыйском парке построены концертный зал и водонапорная башня, внешне напоминающая оборонительную. Её высота — 39 м, она построена из кирпича и камней Я. Баллабаном и В. Подгорецким по проекту Юлиана Захаревича. К Выставки во Львове также открыт электрический трамвай, который, несмотря на функции по перевозке посетителей выставки, стал также одной из её достопримечательностей.

## Достопримечательности мероприятия
В рамках Общей Краевой выставки за 5 месяцев её работы проведено множество мероприятий, в частности, имели место многочисленные конгрессы — многодневные конференции собирали местных и мировых специалистов из различных отраслей хозяйства. В рамках выставки проводилась также одна из самых масштабных в Львове лотерея. Розыгрыши призов продолжались на протяжении всего периода работы выставки. Главным призом стал каменный дом во Львове. В лотерее приняли участие тысячи людей.

### Открытие
Торжественное открытие Общей Краевой выставки состоялось 5 июня 1894 года. Оно началось мессой в Латинском соборе, на которой присутствовали все причастные к организации Выставки лица и гости. По окончании службы участники мессы процессией прошли в Стрыйский парк, где на площади перед Промышленным павильоном состоялась церемония открытия выставки. Председатель Комитета по организации Выставки Адам Сапега произнес речь на польском языке, а член Краевого отдела Дамиан Савчак — на украинском. Затем всех присутствующих поздравил эрцгерцог Карл Людвиг. Объединенный хор певчих обществ под руководством композитора Владислава Желенского исполнили кантату на польском и украинском языках, после чего начался осмотр выставки.
На открытии присутствовали эрцгерцоги Леопольд Сальватор и Карл Людвиг (представитель императора Франца Иосифа, как главного опекуна выставки), министры граф Фалькенгейн, Яворский и Мадейский, главнокомандующий князь Людвиг Виндишгратц и генералитет, краевой маршал князь Евстахий Сангушко, все члены краевого отдела, президиум комитета Выставки во главе с князем Адамом Сапегой, все члены краевого сейма, представители духовенства (все три архиепископы: римско-католический — Северин Моравский, греко-католический — Сильвестр Сембратович и армяно-католический — Изаак Миколай Иссакович). Присутствовали представители земства, мещанства, высших учебных заведений и учреждений всех слоев и профессий.

### Первый на Украине футбольный матч
В рамках Краевой выставки состоялась междугородная футбольная игра между командами, представлявшими Львов (спортивно-гимнастическое общество «Сокол») и Краков. Это первый в истории Украины документально зафиксированный футбольный матч.
Матч начался 14 июля 1894 года в 17:00. Львовяне играли в белых футболках и серых гимнастических штанах, а гости — в белых футболках и синих штанах. Поединок судил профессор Выробек из Кракова. На стадионе вместимостью 10 тыс. зрителей собралось около 3000 человек. Игра продолжалась 7 минут — до первого забитого гола. Этот мяч провел второкурсник учительской гимназии Влодзимеж Хомицкий, который играл на левой стороне поля. Тактики и стратегии в действиях футболистов почти не было, главная задача — протолкнуть мяч мимо вратаря в ворота. Стойками ворот служили два флажка, воткнутые в землю.

### Визит Франца Иосифа во Львов
Для посещения Всеобщей Краевой выставки, главным опекуном которой он был, император Австро-Венгрии Франц Иосиф посетил Львов. Визит длился с 11 по 15 сентября 1894 года. Председатель государства прибыл во Львов по железной дороге. На главном вокзале его поджидала толпа во главе с маршалом Галичины графом Людвиком Водзицким. На современном перекрестке улиц Городоцкой и Черновицкой воздвигли триумфальную арку по проекту архитектора Карела Боублика. Посередине её венчала австрийская корона, по бокам — гербы города и края. Вблизи арки стояла трибуна, где императора встретил бургомистр. Он вручил Францу Иосифу позолоченный ключ от города и произнес речь.
Вечером того же дня состоялось огненное представление — тогда загорелось электрическое солнце на гостинице «Европейская», фонарь на Соборе святого Юра, бочки со смолой на Высоком Замке. Львовяне украсили дома коврами, гербами, портретами и инициалами монарха, свечами и транспарантами с лозунгами лояльности. Украинцы тогда вывесили много сине-желтых флагов. На сцене напротив наместничества пел хор из 420 человек в сопровождении военного оркестра. В 19:30 под звуки триумфального марша Тимольского с трех сторон к наместничеству прошел факельный марш, участниками которого было шесть тысяч человек. Толпа в это время выкрикивала: "Слава! Пусть здравствует! Виват ". Около девяти Франц Иосиф I прогулялся по городу.
Кроме Краевой выставки, в рамках своего визита император посетил Латинскую кафедру, Армянскую церковь, Собор святого Юра, ортодоксальную и реформистскую синагоги, здание Галицкого Сейма (сегодня — главный корпус ЛНУ имени Франко), учебные заведения, музеи, библиотеку Оссолинских, городской театр и бал в Ратуше. Во время встречи с украинцами в Народном Доме Франц Иосиф сказал присутствующим на украинском языке «Спасибо», чем вызвал фурор.
После Львова император посетил Коломыю и Черновцы.

## Украинские представители на Краевой выставке
В Общей Краевой выставке участвовали украинские общества: «Боян», «Заря», «Днестр», «Народный Совет», «Народная торговля», Научное общество имени Шевченко, «Просвещение», «Русская беседа», Русское педагогическое общество. Последнее для своих экспозиций даже построило отдельный павильон. Украинский организационный комитет возглавлял Владимир Шухевич.
Украинская общественность также сыграла решающую роль в создании Этнографического отдела выставки, её куратором был тот же Владимир Шухевич, а большинство экспонатов составляли произведения украинских мастеров.

## Значение выставки
Общая Краевая выставка стала одним из крупнейших и самых массовых событий в истории Львова. Она оказала значительное положительное влияние на городскую жизнь: благодаря выставке Львов стал известным в мире городом, о нем писала не только австро-венгерская, но и зарубежная пресса; выставка способствовала увеличению количества инвестиций в Галичину в целом и во Львов в частности; подтолкнула галицких предпринимателей внедрять новейшие в то время технологии. Город обогатился системой общественного транспорта — электрический трамвай, отремонтированы объекты инфраструктуры и фасады домов. В наследство после Выставки осталась первоклассная выставочная площадь, которую позже неоднократно использовали по назначению. 1902 году здесь проведена юбилейная выставка Политехнического общества, в 1916 году — военная выставка австрийской армии, в 1921-1939 годах здесь проходила ежегодная выставка-ярмарка «Восточные торги», а в 1956 году состоялась выставка, посвященная 700-летию Львова. На базе железной дороги, построенной для доставки на Выставку экспонатов, впоследствии открыта Львовская детская железная дорога. После Выставки район Софиевка, прилегающей к Стрыйскому парку, стал элитным, а недвижимость в нем стала самой дорогой во Львове.
Из сооружений Выставки до сих сохранился Дворец искусств (в нем располагается спорткомплекс Национального университета «Львовская Политехника»), водонапорная башня (до недавнего времени в ней находился ресторан «Башня») и бывший павильон Рацлавивськои панорамы, реконструирован в 1954 году для нужд Политехники (архитекторы А. Рудницкий, А. Сластельников). Территория, на которой располагалась Выставка, сегодня интегрирована в Стрыйский парк - теперь её называют Верхней террасой Стрыйского парка. В 2004 году, по случаю 110-летия первого футбольного матча, открыт памятник (расположен на месте проведения матча).